# Piophila penicillata
Piophila penicillata is een vliegensoort uit de familie van de Piophilidae. De wetenschappelijke naam van de soort is voor het eerst geldig gepubliceerd in 1964 door Steyskal.